# Opal Dream
Opal Dream è un film del 2006 diretto da Peter Cattaneo.
Il soggetto del film è tratto dal racconto Pobby and Dingan dello scrittore inglese Ben Rice (2000).